# Liu Kwok Man

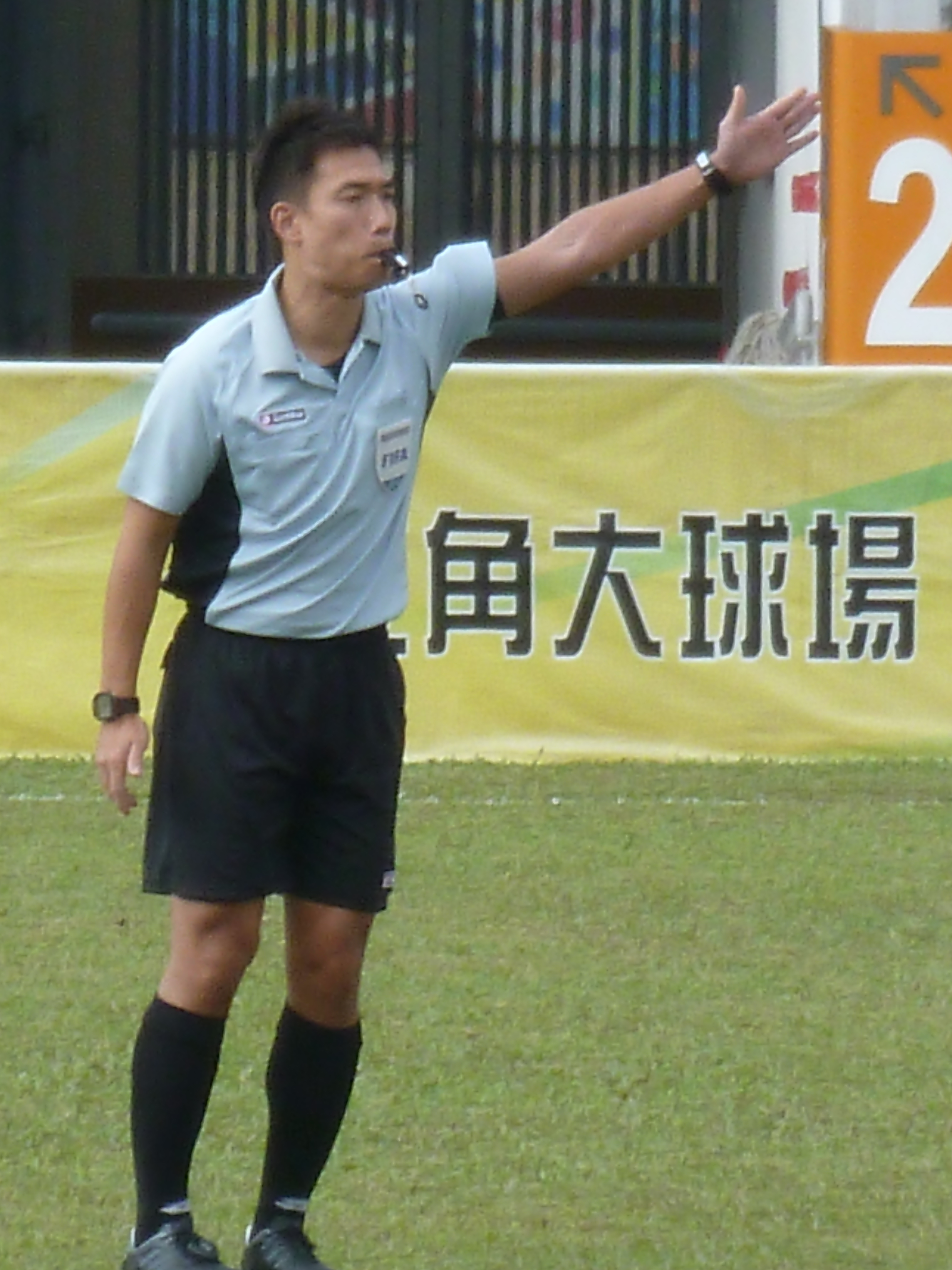
Liu Kwok Man (2012)

Liu Kwok Man (* 1. Juli 1978) ist ein Fußballschiedsrichter aus Hongkong.
Seit 2008 steht Liu Kwok Man auf der Liste der FIFA-Schiedsrichter und leitet internationale Fußballspiele, unter anderem in der AFC Champions League.
Bei der Asienmeisterschaft 2019 in den Vereinigten Arabischen Emiraten leitete Liu Kwok Man ein Gruppenspiel. Zudem war er bei der U-23-Asienmeisterschaft 2018 in China und bei der U-23-Asienmeisterschaft 2020 in Thailand im Einsatz.